# Paracheilinus xanthocirritus
Paracheilinus xanthocirritus là một loài cá biển thuộc chi Paracheilinus trong họ Cá bàng chài. Loài này được mô tả lần đầu tiên vào năm 2016.

## Từ nguyên
Từ định danh được ghép bởi hai âm tiết: xanthós (ξανθός trong tiếng Hy Lạp cổ đại; “màu vàng”) và cirrus (“có sợi”, hậu tố itus trong tiếng Latinh biểu thị tính từ), hàm ý đề cập đến các tia sợi màu vàng vươn dài ở vây lưng của cá đực loài này.

## Phân bố và môi trường sống
P. xanthocirritus hiện được ghi nhận giới hạn ở Biển Đông, bao gồm tại quần đảo Anambas và ngoài khơi Brunei, được tìm thấy trên các cụm san hô ở độ sâu khoảng 15–25 m.

## Mô tả
Chiều dài chuẩn lớn nhất được ghi nhận ở P. xanthocirritus là 5 cm. Cá cái màu hồng cam đến đỏ cam, vàng hơn ở bên thân và trắng ở bụng. Có sọc đỏ trên đầu phía sau mắt, cũng như nhiều sọc hoặc hàng đốm cùng màu ở bên thân
Cá đực có màu đỏ cam, trắng ở bụng với các sọc màu đỏ đến hồng được xếp vào kiểu nhóm A (sensu Allen và cộng sự (2016)). Các vây màu vàng nhạt, phía cuối vây lưng sẫm màu, còn vây hậu môn có một hàng đốm xanh lam giữa vây. Khi vào thời điểm giao phối, chúng có màu vàng tươi đến cam phớt vàng, ửng đỏ hơn ở gần vây đuôi với các sọc kiểu A có màu xanh tím. Phần lớn vây lưng, bao gồm các tia sợi vươn dài (4–7 tia), màu vàng đến vàng cam, phía cuối có các vệt đốm màu đỏ sẫm nằm trên dải xanh lam óng dọc theo gốc vây. Vây hậu môn màu vàng đến cam, đôi khi có màu đỏ hoặc đỏ thắm ở phía cuối, viền xanh da trời với hàng đốm xanh óng gần gốc (chỉ ở phía cuối). Vây đuôi xẻ thùy sâu hình lưỡi liềm, có hai thùy trên và dưới màu đỏ tía hoặc đỏ thuần, giữa vây có các vệt xanh. Vây bụng màu vàng đến vàng cam với rìa trước viền xanh lam.
Số gai vây lưng: 9; Số tia vây lưng: 11; Số gai vây hậu môn: 3; Số tia vây hậu môn: 8–9; Số tia vây ngực: 14; Số gai vây bụng: 1; Số tia vây bụng: 5.

## Phân loại
P. xanthocirritus nằm trong phức hợp loài của Paracheilinus filamentosus, đặc trưng bởi những con đực trưởng thành có nhiều tia vây lưng dạng sợi vươn dài (luôn là 4 trở lên) và vây đuôi xẻ sâu hình lưỡi liềm, cũng như có chung haplotype DNA ty thể.